# 詹姆斯·A·德雷克
詹姆斯·A·德雷克（1954年8月20日—）是一位美国生态学家，毕业于威斯康星大学麦迪逊分校和普渡大学，现为田纳西大学教授，专攻群落生态学。